# Laccophilus rocchii
Laccophilus rocchii – gatunek wodnego chrząszcza z rodziny pływakowatych i podrodziny Laccophilinae.
Gatunek ten opisany został w 2015 roku przez Olofa Biströma, Andersa N. Nilssona i Johannesa Bergstena.
Chrząszcz o ciele długości od 4,3 do 4,9 mm, szerszym niż u L. productus. ubarwionym z wierzchu jasnordzawo z ciemniejszymi do czarniawordzawych znaczeniami, a od spodu jasnordzawo lub rdzawo. Wierzch ciała jest prawie matowy wskutek delikatnej mikrorzeźby i siateczkowania o małych, jednorodnych oczkach. Punkty na przedpleczu obecne tylko wzdłuż krawędzi, z wyjątkiem środka nasadowej. Punkty w rzędach pokryw drobne, nieregularne, po bokach rozproszone. U samca ostatni widoczny sternit odwłoka jest symetryczny. W widoku grzbietowym wierzchołkowa część penisa jest nieco falista i tylko na samym czubku zakrzywiona w lewo. W widoku bocznym penis nie jest odgięty do tyłu.
Chrząszcz afrotropikalny, znany z Tanzanii, Namibii, Botswany i Mozambiku.